# 天野めぐみはスキだらけ!
『天野めぐみはスキだらけ！』（あまのめぐみはスキだらけ）は、ねこぐちによる漫画作品。『週刊少年サンデーS』（小学館）にて、2015年10月号から12月号まで連載した後、『週刊少年サンデー』（同社）に移籍し、2016年3号から2021年40号まで連載された。
作者の出身地でもある石川県河北郡内灘町及び金沢市の私立高校を舞台に、幼馴染の男女を中心とした日常を描いたお色気ラブコメディ作品。主人公たちの高校入学後から物語が始まり、第100話時点2年生、214話で3年生に進級している。

## あらすじ
私立星泉高校特進科の進藤学とスポーツ科の天野めぐみは、家が近所の幼馴染。目標のために勉強に集中したい学と、彼に気を許しすぎて様々なハプニングに見舞われるめぐみの日常と恋模様が中心となって描かれる。

## 登場人物

### 主要メンバー
進藤 学（しんどう まなぶ）
本作の主人公。私立星泉高校1年1組→2年1組、特進科所属。身長185センチメートル、体重55キログラム。10月10日生まれ。
東大進学を目指し、日夜勉強に明け暮れるガリ勉少年。長身痩躯にジト目をしたモヤシっ子。真面目だが要領の悪い性格。
高校受験の際、第一志望の公立校・県立鏡丘高校に不合格となったことがトラウマになり、暇さえあれば勉強に取り組んでいる。近所に住む幼馴染のめぐみとは幼い頃からの遊び友達だったが、中学で疎遠な関係となった。同じ高校に通うようになってからは、めぐみに頼まれテスト勉強に協力するようになり、登下校や買い物などで一緒に行動することが多くなる。勉強一筋ながらも、めぐみと一緒の時間が増えてからは、下着や胸を意図せず見せられたりと、めぐみのスキだらけの仕草の数々に毎日のように動揺させられ、集中できなくなることに悩んでいる。それでも彼女のことは大事に思っており、無防備な仕草のフォローをしたり他の男子の好色な視線から庇うなど気遣いを見せている。ただし、対応を誤りめぐみに怒られることも少なくない。文化祭の時以外、同じ組の生徒同士との交流が少ない一方で、めぐみを介しての、生徒との交流は比較的多く、周囲の人物からは「付き合っているようにしか見えない」と評されている。
実家は両親が切り盛りする定食屋『進藤軒』で、手伝いに駆り出されることもあるため、人並み以上に料理ができる。1年生時の文化祭でも、めぐみのクラスの手伝いで遺憾なく発揮されている。お菓子作りも中々の腕前であり、運動神経抜群でガサツなめぐみとは対照的に、ガク向けの犬小屋の設計や、養護教諭・十文字の補助をそつがなくこなす等、運動分野以外で意外な器用さを発揮する事が多い。
天野 めぐみ（あまの めぐみ）
本作のヒロイン。私立星泉高校1年10組→2年10組、スポーツ科所属。身長160センチメートル、体重??キログラム。7月7日生まれ。
一人称は「ウチ」。学の幼馴染。彼のことを「まー君」と呼び慕う剣道少女。剣道部のエースとして、1年次には同学年で唯一、大会の選抜メンバーに選ばれて活躍している。2年次に、3年生の引退に伴い、キャプテンに就任。
非常に肉付きの良い体型をしている「ぷに子」。ガサツで無防備な性格だが、食べ過ぎによる体重増加には人一倍悩んでいる。顔立ちは美少女であり実は他のクラスの男子や他校に進学した同じ中学校の男子等には人気がある。また学があこがれている美川もめぐみのことをカッコいいと発言している。胸（推定H〜Iカップ）も大きく、いわゆるトランジスタグラマーであり、体重と共に成長中。
偶然とはいえ、異常な頻度で学に下着を見せつけては、それを指摘する学を不条理に殴ってばかりいる。学相手には無防備極まりないが、普段は友人が注意を払っていてそれ程スキだらけではない。一度、真美と更衣室で撮影した下着姿の写真を誤って学のスマホに送ってしまった事がある。学はめぐみに消去してと言われる。しかし、普段は下ネタに興味ない学だが、男の性か消去するか否かに葛藤していた。
剣道で推薦入学しているほどスポーツ万能の体育会系。その反面、学業は大の苦手であり、昇段試験の筆記試験を白紙で出し、不合格になったこともある。学のフォローを受けてからは赤点をとることもなく、二段の昇段試験も合格している。
学への恋愛感情を秘めており、交流が途絶えていた中学時代でも、ひそかに学の進学を応援するなど、学を一途に思い続けていた。高校に入ってからは彼が学校を出るタイミングを見計らって一緒に下校するなど積極的に交流しているが、気恥ずかしさに加えて学が美川に好意を抱いていることを知っているため、恋心を伝えられずにいる。
無類のお菓子好きで、菓子パンを含めて学校でも何かしら持ち込んで食べている。しかし、朝のホームルーム前にバックを開けて持ち込んだお菓子を見せており、教室に戻った剣道部顧問で担任の片桐きの子に常に見付かり、叱責を受ける。食事も大きなおにぎりや重箱の弁当をたやすく平らげるなどかなりの健啖家。勉強以外に苦手なものは教師の片桐と雷。雷は大の苦手で、震えて動けなくなるほど。
実家は書店を経営。学も飼い犬のガクのエサを届けに来たり、めぐみに勉強を教えるため、よく訪れる。
剣道部顧問で担任の片桐きの子は先述しているが苦手であり、天敵である。学の前ではスキだらけのめぐみも彼女の前ではしっかりとしているが、先述している様にお菓子の持ち込みに対して叱責されている。「あんた、またお菓子持ってきたのかい」と指摘して言われており、完璧ではない。

### 進藤家
進藤 栄（しんどう さかえ）
学の父親。大の女好き。学はどちらかというと栄に似ている。
進藤 歩（しんどう あゆみ）
学の母親。どんな時でもニコニコした笑顔をしている。めぐみの母佑子とは幼馴染で親友同士。
進藤 躍馬（しんどう やくま）
栄の弟で、学の叔父にあたる。日の父親。大の女好き。海の家を経営してる。
進藤 累（しんどう るい）
躍馬の妻、学の叔母。
進藤 日（しんどう アキ）
学の従妹。初登場時6歳で、現在は小学生。
常に敬語口調で話す。学のことを好意的に思っており、めぐみを敵視している。だが、回が進むにつれて、めぐみと遊ぶようになってからは、彼女に対する態度も軟化してゆき、笑顔を見せるようになった。

### 天野家
天野 佑子（あまの ゆうこ）
めぐみの母。娘に負けず劣らず肉付きのよい体形。卓球が特技で、週1度の教室を主宰し、雀百まで踊り忘れずの腕前を持ち、めぐみですらも敵わない程。
以前より娘の恋心に気づいており、いろいろとアシストしているが、親として男女の一線を越えることは認めていない。
ガク
めぐみの親戚宅で生まれた雄犬。名前の由来は学。
女好きな性格。特におっぱい好きらしく、胸の大小によって態度が異なる。
天野 啓之（あまの のぶゆき）
めぐみの父。考古学の大学研究職員。215話で容姿と名前が判明したが、それまで顔や名前は一切不明な謎の人物だった。町内会の集まりに参加している様子も見られるが、発掘調査のため地方への単身赴任で家を空けている事が多い。

### 私立星泉高等学校
生徒
鬼塚 楓（おにづか かえで）
めぐみの親友。普通科1年→2年、剣道部所属。
金髪ポニーテール。一人称は「オレ」。学のクラスメートの玉木栞とは同じ中学校。めぐみが学と一緒にいるところを目撃した後、めぐみの学への気持ちと、学の人となりを知ることとなり「悪い奴じゃない」とめぐみの恋を応援している。めぐみの後押しもあってスポーツ科、野球部の中村と付き合うようになった。中村は寮生活のため、学やめぐみのように一緒に登下校が出来ない事を少し残念がっている。
雨宮 真美（あまみや まみ）
めぐみの親友。普通科1年→2年、剣道部所属。黒髪ボブカットの幼児体形。巨乳が大好きなので部活の更衣室ではめぐみや林檎に対して過激なスキンシップをしているのがお約束となっている。
葉月 夏（はづき なつ）
スポーツ科1年、剣道部所属。
学、めぐみとは同じ中学の出身で、めぐみからは中学時代から剣道部で可愛がられていた。彼氏持ちなので恋愛においてはめぐみより先輩。同級生の林檎に対して、彼女が剣道初心者にも関わらず、対等に接している程、温厚な性格の持ち主。
野々市 林檎（ののいち りんご）
普通科1年、剣道部新入部員。めぐみが剣道をしている姿に憧れて入部。大人しめな性格ながらメガネっ子で巨乳。学の存在を知ってからは学とめぐみが恋人同士だったら？というシチュエーションの妄想をしてはそれをノート漫画にして悦に入るという新たな趣味を見出している。普段の二人のやりとりを見ているだけで妄想力の供給には事欠かない様子である。自宅はケーキ屋。
三澤 澪（みさわ みお）
めぐみと同じクラス（スポーツ科）で、水泳部に所属している日焼け女子。
めぐみの学への思いに最初に気がつき、以来度々、めぐみから学との関係について相談を受けている。バレンタインデーでは、めぐみが学にチョコレートを渡せるように協力するなど、2人の関係を暖かく見守っている。しかし2年生に進級後の修学旅行時にはめぐみに一途に好意を寄せられていることには気付かず他校の美川を思い続けている学への憤りを露わにしてＭＭＫ（まなぶとめぐみをくっつけ隊）の結成を楓に持ち掛けた。
世話焼きで学業の成績も優秀だが料理だけは苦手。なぜか冬でも日焼けをしている。彼氏の土田に関しては全然タイプではないのに不思議と気になると語っている。
神楽 怜那（かぐら れんな）
スポーツ科3年、剣道部OB。スポーツ推薦で東京の国学館大学へ進学した。
渋木 翼（しぶき つばさ）
スポーツ科2年→3年、剣道部部長。自他共に厳しい稽古を課すスパルタ指導だがめぐみの剣を高く評価している。しかし、その剣の表現が独特な詩的センスなため真美たち部員からはあまり理解されていない。神楽と同じく国学館大学への進学予定。
桜庭 恋（さくらば れん）
渋木と同学年の剣道部員。部活や試合以外では出番がない。
鮫島 潤月（さめじま うるる）
スポーツ科1年→2年9組、剣道部の副キャプテン。口数は少なく、部活での昼食や休憩は一人で取っている事が多いが人付き合いが苦手という訳ではない。2年時の県総体で漸く、顔を出した。読書好きで意外と涙もろい面がある。引き締まった腹筋がチャームポイント。自宅は日本家屋の大きな屋敷で部屋の押し入れには趣味で集めたサメのぬいぐるみがたくさん入っている。
勅使河原 向日葵（てしがわら ひまわり）
めぐみと同じクラス、バレーボール部所属。長身でポニーテールと細い腰が特徴。少々恥ずかしがり屋でめぐみ達クラスメイトからはてっしーと呼ばれている。猪村と一緒に居る事が多い。祖父母の家は米農家で手伝いに行くこともある。
望月 瑠奈（もちづき るな）
めぐみと同じクラス、ラクロス部所属。
猪村 直（いのむら なお）
めぐみと同じクラス、陸上競技部所属。三澤と同様に一年中日焼けをしている。口調は関西弁。特技は自撮りでSNSのフォロワーは5千人を超える。
馬場 結（ばば ゆめ）
めぐみと同じクラス。体育祭の応援用チアガール衣装作成を任される10組のオシャレ担当。
中村 英（なかむら えい）
スポーツ科1年10組→2年、野球部所属。クリーンナップも務める県内屈指のスラッガーで、プロのスカウトからも注目されている。楓とは部活中に何度かボールを拾ってもらった事がきっかけで交際している。
荒井 優佑（あらい ゆうすけ）
学と同じ1組。学からは『めんどくさがりの荒井』と言われているが、成績は学より良い。元々一緒にいることが多かったが２年次の修学旅行の最中に玉木に告白して交際を始めている。
玉木 栞（たまき しおり）
学と同じ1組。学からは『ちんちくりんの玉木』と言われているが、成績は学より良い。楓とは同じ中学で２年次の修学旅行の際には彼女の要請で学とめぐみの関係の進展に協力した。その最中に荒井に告白されている。スポーツは苦手。
守屋 琴律（もりや ことり）
学と同じ1組。2年時に、文化祭実行委員に彼と共に、選ばれる。将棋が得意。
教師
和倉 徹（わくら とおる）
特進科1年1組の担任。
十文字 叶（じゅうもんじ かなえ）
星泉高校の養護教諭。髪はおさげで泣きぼくろがある。
本好 章子（もとよし あきこ）
星泉高校の司書。
片桐 きの子（かたぎり きのこ）
剣道部顧問。めぐみの在籍している1年10組の担任にして生活指導の教師でもある。名前がキノコなので髪型もマッシュルームカットである。
風紀や部の指導はとても厳しいため、ネクタイを付け忘れたり、通学かばんの中がおかしだらけのめぐみは頻繁に片桐に叱られている。

### 県立鏡丘高校
美川 遙（みかわ はるか）
学の中学時代の同級生で憧れ。才色兼備で、現在は進学校の鏡丘高校に通って東大進学をめざしている。
学は中学時代、美川とは顔見知り程度の関係だったが、ひそかに応援メッセージを送ってくれたと信じ(実際はめぐみが送った)自分の心の支えとしている。
須磨 雅紀（すま まさき）
学の中学時代の同級生で友人。鏡丘に不合格となった学を心配していた。実はめぐみに憧れていたが学とめぐみの仲の良い様子を見て割り込むスキがないと諦めた。
佐々木 崇（ささき たかし）
学の中学時代の同級生で友人。

### その他
土田 大地（つちだ だいち）
三澤の彼氏。三澤とは幼稚園からの付き合いで中二から交際が始まった。翠農（すいのう）高校空手部所属。
澄田 宙（すみだ そら）
めぐみの従兄、京都大学経済学部2年生。英会話も難なくこなす秀才で、学からは宙兄ちゃんと呼ばれ慕われている。学とめぐみの微笑ましいやりとりを「青春(アオハル)」と表現している。
野々市 桃（ののいち もも）
林檎の母親。ケーキ屋を経営するパティシエ。娘の友達が来訪するとお菓子責めにする癖がある。娘にも劣らぬ巨乳だが、タヒチニアンダンスのインストラクターもしており、ウエストラインもめぐみから「理想」と言われるほど引き締まっている。

## 書誌情報
- ねこぐち 『天野めぐみはスキだらけ！』 小学館〈少年サンデーコミックス〉、全28巻
  1. 2016年3月18日発売[6]、ISBN 978-4-09-126440-4
  2. 2016年6月17日発売[7]、ISBN 978-4-09-127178-5
  3. 2016年8月18日発売[8]、ISBN 978-4-09-127320-8
  4. 2016年10月12日発売[9]、ISBN 978-4-09-127415-1
  5. 2017年1月18日発売[10]、ISBN 978-4-09-127486-1
  6. 2017年4月18日発売[11]、ISBN 978-4-09-127559-2
  7. 2017年7月18日発売[12]、ISBN 978-4-09-127668-1
  8. 2017年10月18日発売[13]、ISBN 978-4-09-127859-3
  9. 2017年12月18日発売[14]、ISBN 978-4-09-127887-6
  10. 2018年3月16日発売[15]、ISBN 978-4-09-128092-3
  11. 2018年6月18日発売[16]、ISBN 978-4-09-128255-2
  12. 2018年8月17日発売[17]、ISBN 978-4-09-128382-5
  13. 2018年11月16日発売[18]、ISBN 978-4-09-128578-2
  14. 2019年2月18日発売[19]、ISBN 978-4-09-128787-8
  15. 2019年5月17日発売[20]、ISBN 978-4-09-129148-6
  16. 2019年7月18日発売[21]、ISBN 978-4-09-129299-5
  17. 2019年10月18日発売[22]、ISBN 978-4-09-129431-9
  18. 2020年1月17日発売[23]、ISBN 978-4-09-129545-3
  19. 2020年4月16日発売[24]、ISBN 978-4-09-850065-9
  20. 2020年6月18日発売[25]、ISBN 978-4-09-850080-2
  21. 2020年9月18日発売[26]、ISBN 978-4-09-850176-2
  22. 2020年11月18日発売[27]、ISBN 978-4-09-850281-3
  23. 2021年1月18日発売[28]、ISBN 978-4-09-850379-7
  24. 2021年4月16日発売[29]、ISBN 978-4-09-850524-1
  25. 2021年6月17日発売[30]、ISBN 978-4-09-850532-6
  26. 2021年9月17日発売[31]、ISBN 978-4-09-850648-4
  27. 2021年11月18日発売[32]、ISBN 978-4-09-850732-0
  28. 2021年11月18日発売[33]、ISBN 978-4-09-850733-7